# 松本麗華
松本 麗華（まつもと りか、1983年4月 - ）は、日本の心理カウンセラー。心理カウンセラーとして生きづらさを感じている人たちのカウンセリングを行う。ブログ『自由を求めて』を開設して、情報を発信している。
オウム真理教の教祖であった父、麻原彰晃から5歳の時に大乗のヨーガという位階を与えられる。麗華は実権は全く無く、教祖が教団内での家族の地位を上げるために地位を与えたにすぎず、最大の虐待だったと述べている。
そのためかアレフもひかりの輪も解散を望む麗華を敵対視しており、特にひかりの輪は自分たちの事件に対する反省や総括の不足、謝罪や賠償の不十分さに対する批判を棚に上げて麗華にそれらの責任を求める記述などをしたり、ウィキペディアにも2025年6月20日以降、頻繁に批判する記述を行っている。

## 来歴・人物
本節は松本麗華本人による著書、およびブログにおける主張に基づく。

### 略歴
千葉県船橋市に、麻原彰晃（松本智津夫）と知子（現：松本明香里）の三女として生まれる。
家族のもとで暮らしたが、2歳ごろからはオウム真理教の幹部であった石井久子や新実智光、村井秀夫、岐部哲也、山本まゆみなどから世話をされて育つ。3歳からは幼稚園にも通っていたが、5歳の頃、家族とともに静岡県富士宮市のオウム真理教富士山総本部へ移住した。
「幼いころより後継者としての教育と寵愛を受けた」とマスコミに報道されているが、1989年に救世主・後継者として講話で触れられたことがあったためと思われる。なお、その後も教団内では子ども扱いであった。1996年に実弟（長男と次男）が麻原から教祖として後継者指名を受けた際、同時に長老部（教団の最高意思決定機関）が設置され、13歳の時に座長として指定された。ひかりの輪は座長として権限があったと主張しているが、そもそも長老部は機能していなかった。
オウム真理教解体後は、通学拒否や転入反対運動を受けたことなどから小学校や中学校には通えず、入学には１ヶ月間の観察期間が必要であったため、小学校3年時から通信教育を受けたと麗華は述べている。
日出高等学校の通信制（単位制）を経て、2004年に文教大学人間科学部臨床心理学科に入学。大学では心理学を学び、2008年卒業。その後はアルバイトをしながら心理カウンセラーの勉強を続けている。この間、テレホンオペレーターのアルバイトを行っていた際には、社長から「アーチャリー（松本麗華のホーリーネーム）に似ている人がいる」と電話が入り、解雇されたと麗華は語っている。

### 手記
2015年（平成27年）3月20日には、講談社より本名で半生を振り返った手記を公開した。
この中で松本麗華は、松本智津夫死刑囚（当時）を「大好きな父」と表現したことについて、「受け止められない人や多くの批判があることは理解しているが、そうした意見を聞いて、自分自身を作り上げていきたい」と語っている。
本を出版した理由として、「”このままでは父の真相が分からないまま葬られてしまう”との危機感があった」ことと、「自分自身が”自分の人生を生きていない”という甘さがあることを知った」ことなどを述べている。
手記中には、父・松本智津夫を一貫して「麻原彰晃」と記しているが、本人は幼少期から父を「麻原彰晃」として、あるいは「オウム真理教の教祖」として見ていたため、”松本智津夫”と聞くとまるで「どこかの知らないおじさんみたいな感じがする」と述べている。父である松本智津夫に対しては、「今もかけがえのない存在であり、今も温かくて包容力のあるどっしりとした父としてのイメージもある」という。
また、麻原が逮捕される1995年（平成7年）5月16日前日には麻原に呼ばれたものの、眠さのために行かず「お別れ」ができなかったことで罪悪感を持っているという。
自分自身の信仰心については、物心ついた頃から教団があり、そこにいるのが自分にとっては自然なことで「オウムという“街”に住んでいた感覚に近い」と感じており、「入信も出家もしていない」と語っている。

## 父・麻原彰晃に対する評価
松本麗華は実父である麻原彰晃（松本智津夫）について、著書やブログ、また週刊誌の取材などにおいて次のように語っている。
- 世間のイメージと実像とのかい離があまりにも大きかった[14]。
  - 2004年、逮捕から9年以上たち接見したが、別人のように痩せこけ髪も歯も抜け落ち老人のような姿であった。詐病だと思っていたが、面談を重ねても何の反応もなく、精神が崩壊した姿に衝撃を受ける[16]。
- 「父と会ったら、何を言おう。優しい声で、わたしの名前を呼んでくれるに違いない」と夢想していたが、父は完全な廃人になっており、「父と言葉を交わしたい」という望みは、数十回の接見中、一度も叶えられなかったため、うつ状態になった[11]。
- 裁判時には麻原はすでに精神が崩壊しており、何も語らないままに裁判が進行し死刑が確定したことや、幹部らが父のメッセージを自分に都合のよいように変えたり、アーチャリーの名を無断で使いその後の教団運営がなされた事実から、父の事件への関わり合いについては保留にという立場を保っている[16]。
- 麻原の空中浮揚については、見たことがなくやって見せてほしいといったが「疲れているから」と断られた。ただし、体が勝手に跳びはねる空中浮揚の前段階とされるダルドリー・シッディ現象は何度も目撃している[16]。
- 麻原の精神鑑定書はかなりの部分が嘘にもとづく報告からなっており、例えば鑑定書には食事をこぼさずに食べたとあるが、麻原はもともと目が見えないので食事はこぼすため、胸にバスタオルを巻いて食事していた[14]。
- TwitterなどのSNS上で「松本麗華は麻原彰晃の無実を主張している」と批判する者もいるが、実際には「法に従い裁判を執り行ってほしかった」と主張しているだけで、事実についての判断は留保したままである[17]。

## 批判
本節には出典が2025年6月20日閲覧の文章が多々追加されているが、これはひかりの輪が、松本麗華のドキュメンタリー映画『それでも私は Though I'm His Daughter』の上映のタイミングで攻撃するために書いたものと思われるという主張がある。 
- オウムに殺害された坂本堤弁護士の知人であり、自身もオウムに命を狙われた江川紹子、滝本太郎は、大学入学拒否問題の頃は麗華を擁護していたが[19][20]、その後麗華がオウム真理教事件に関して歴史修正主義的な主張をする者たちと交流を持ち同調するようになると、批判に転じた[21][22]。

- 麻原の四女は自著『私はなぜ麻原彰晃の娘に生まれてしまったのか』で三女である麗華を批判している。
- 麗華はオウム真理教長老部会議（麻原逮捕後のオウム指導体制）の座長を務めたことは認めるものの、その後継であるアレフ（現Aleph）との関係は入会すらしていないとして明確に否定し、アレフで名前が出てきたのは松本知子が名前と権威を利用していたからとしている[11][14]。

- 元アレフ幹部の上祐史浩・野田成人・村岡達子や、麻原の四女は過去、麗華がアレフの教団運営に母親である松本知子と一緒に関与したと証言する[23][24][25]。上祐史浩は、上記判決の事実認定どおり、当時の多くのアレフ出家信者が、麗華による教団運営への関与を実体験したと述べている[26]、と主張している。野田成人は「実務的なことは知子が担当したが、三女が節々で関与してきた」と記述している[25]。それは知子よりも、皇子（すべての出家者の上）であり、長老部の座長の麗華のほうが、権威・権限が強いため、平素の実務ではなく、「宗教的に重要なこと」については、麗華の担当・権限であるためであり、上祐も、自分の実体験から、「例えば、出家信者のステージの変更などは、単なる弟子ではなく、三女の合意が必要だった」と述べている。村岡達子は松本知子が主導的に関与していたと思わせる記述をしている[27][28]。
- また、警視庁が、2011年に、教団施設を家宅捜索した際には、信者が麗華と知子（麻原の妻）あての教団運営等に関する質問をしている文書多数を押収している[29]。さらには、2013年に次男が教団復帰を計画すると、麗華は、それを推す知子と次男に反対して、教団施設外に多くの幹部信者に呼び出して説得したり、教団幹部に文書を送付したりした（東京地裁平成30年(行ウ)73号事件で国から提出された乙B2-29号証〈2017年10月18日付け公安調査庁作成の調査書「『Aleph』における意見対立」〉より）。この文書について、麗華は教団に（裏から）関与していないと主張し、これに対しては、知子・次男の立場に立った二ノ宮耕一は「嘘としか言いようがない」と批判している（アレフ内で出家信者向けに発行された法友新聞『メールマガジン７号　2014/10/17』より）[7]。こうした結果、公安調査庁は、2014年12月の観察処分の更新請求において、麗華を教団幹部と主張した[30]が、公安審査委員会はその主張を認めなかった。公安調査庁の主張を不服とした麗華は、国に対して損害賠償請求訴訟を提起したものの、公安調査庁の三女の幹部認定は「行政処分に当たらない」として取り消し請求を却下し、事実認定に注意義務違反はないとして賠償請求も棄却した[31]。なお、訴訟では公安調査庁が作成した、麗華は幹部ではないという報告書などが証拠として提出されている。もっとも2014年以降、同庁からアレフ教団の幹部と主張はされていない。
- 2018年になって、弁護士の滝本太郎が、自身のブログに「オウム集団には「三女派」が存在しており、監視されるべきものである。「山田らの集団」も三女派である。三女は、お付きの人の支援で生活し、オウム集団から離れていない」と記載した公安調査庁あての上申書を掲載した。こうして「三女派」という表現を使用した滝本太郎に対して、「三女派などはない」などとして、麗華は、名誉毀損の損害賠償請求の訴訟を起こしている[22]。同訴訟では、麗華の請求が棄却されたが（麗華の敗訴）、それは日本の名誉毀損裁判の性質による。名誉毀損が成立するためには、社会的評価が低下したこと、真実ではないこと、真実と信じたことに相当の理由がないことのすべてが必要とされるところ、滝本弁護士が書いた三女派の存在、監視させるべき、「山田らの集団」も三女派、との記載は松本麗華の真実ではなく、社会的評価を低下させるとされたものの、真実と信じるに足る相当の理由があったとされたため、同弁護士に責任はないとされた。真実と信じるに足る相当な理由として、1996年頃に麗華が「長老部」（当時のオウム真理教の最高意思決定機関）の座長とされたことや、2005年より前に麗華や家族が教団から経済的支援を受けていた旨の新聞報道がされたこと、2012年に弟の教団復帰について反対意見を述べたことなどがあったとされる[32][33]。
- 同訴訟でも取り上げられた「山田らの集団」については、公安審査委員会は、「平成25年（2013年）末頃、麻原の妻・松本明香里及び正悟師・二ノ宮耕一らが、麻原の二男を「Aleph」へ復帰させようとしていたのに対し、麻原の三女・松本麗華らが、これに反対するよう「Aleph」の幹部構成員らに働き掛けたことにより、「Aleph」内に意見対立が生じ、平成27年1月、「Aleph」の幹部構成員であった山田美沙子を中心とする集団（以下『山田らの集団』という。）が、かかる意見対立の結果、「Aleph」とは一定の距離を置いて活動を開始した」と認定しており（官報：平成30年1月30日）、次男に反対し、麗華がアレフを離脱したことをきっかけに、「山田らの集団」も教団を離脱している。なお、前記滝本弁護士との間での裁判では、「山田らの集団」の離脱との関係性は認められていない。
- 上祐は、麗華が社会からの批判が激しかった2000年まで教団に在籍している際は、父親（麻原）の事件の首謀を認められないとの話は麗華から全くなく、同年にアレフに改称した教団の賠償の開始を上祐の前で支持していたにもかかわらず、現在父親の事件関与を素直に認めて謝罪しない麗華の姿勢を「のど元過ぎればということ」と批判している。さらに、父親の事件関与とその謝罪の前に、麗華自身の過去の犯罪的な行為、命にかかわる信者の重大な犯罪を防ぐ上での度重なる不適切な対応、アレフ教団を裏支配した時期に、教団がオウム事件の賠償を停滞させたことや、オウム事件を陰謀として騙す詐欺的な教化で多くの若者等を入信させる布教活動をしたことを（主導したのでなければ少なくとも）止めなかったことを（上記の経緯から、止めようと思えば、そうできる影響力を持っていたはずという点から）批判している[33]。

## 妹・聡香との対立関係
麗華の実妹であり、松本智津夫の四女でもある松本聡香（仮名）は、父の松本智津夫と母の知子によって教団の教義を教え込まれるなどの虐待を受けたとして、両親との関係を解消したいという思いから、両親を相続人から除外するよう訴えを起こした。2017年10月に横浜家庭裁判所が四女の希望を認めた。
聡香は最初で最後の会見として、今もオウムの後継団体に若い信者がいることについて問われると、「教団が言っていることをうのみにせず、自分で考えてほしい」と投げかけた。父親の死刑の是非を問われると「私は死刑執行を望むとは思ってないし、言ったこともありません。父の罪の重さを考えると死刑の執行以外に責任を取る方法はないと思うので、当然だと思いますし、執行されるべきだと思っています。」と述べて、死刑が当然と述べている。
聡香の会見を受けて、麗華は聡香の主張を否定、言動を批判して「妹の聡香（仮名）　麻原彰晃の四女の記者会見について思うこと」にて「妹（聡香）は家族の元を離れたあと、父からもらったこの宗教的階位を盾に、教団のトップに立とうとしています。」と主張している。この点につき、村岡達子は、聡香は教団施設で暮らすようになったと言い、元教団幹部は、「教団のほとんどの正悟師が聡香の支持に回り、上祐氏も聡香の取り込みに動いたことがあった」と述べているとされるが、これは事実に反しており、実際には、麗華・知子との対立に負ける形でアレフを去り、江川紹子に後見人を依頼することになった。

## 知子（麗華の母）・次男との対立関係
2003年に上祐の教団改革を妨げた時は、麗華は知子と協調したが、その後、2013年頃から、アレフに復帰しようとする次男やそれを支持する知子と対立するようになり、知子と次男が主導することになるアレフの教団運営から離れたとされる。一方、麻原の遺骨を家族の中の誰が引き取るかという問題においては、麻原が自分の遺骨・遺髪を委ねたとされた四女が、それらを散骨するという意思を表明していたことに対して、麗華は次女・長男と共に、知子・次男と協調・共闘して、四女と争うことになった（四女の代理人弁護士は上記の滝本太郎弁護士）。また、特に近年、賠償を拒絶して資産を隠していると公安調査庁に指摘されているアレフは、次男によって裏から支配されているとの情報が、脱会したアレフの幹部信者によってインターネット等で公表される中で、麗華自身がかつてそうしたように、次男が自分の存在を役職員・構成員として公安調査庁に報告せずに裏から教団運営に関与することは、実際には団体規制法に違反する疑いがある、とひかりの輪、上祐史浩は批判している。アレフが初めて公安調査庁に対して団体規制法に基づく構成員の報告を提出したのは上祐史浩が代表を務めていたときであるが、麗華や妻が2003年前後に教団の裏関与を始めてまもなく、麗華らは上祐を幽閉し、その実権を奪っており、上祐らが2007年に脱会した後、麗華が2014年に教団を離脱するまでの間も、報告はなされていない 。また、ひかりの輪は、2014年前後の経緯から、次男が教団を裏から支配していくことを知りながらも、それを批判・告発しない麗華（および次女・長男）は、自分の過去の違法の疑いがある裏支配とともに、今の次男・知子による教団の裏支配を隠蔽していると批判している。松本麗華は、母親（松本知子）や弟（次男）とは2018年以降は音信不通だと述べている。

## それでも私は Though I'm His Daughter
『それでも私は Though I'm His Daughter』は、2025年6月に公開された日本のドキュメンタリー映画。松本麗華を主人公としている。監督は長塚洋。

公開にあたっては森達也、村本大輔、雨宮処凜、田原総一朗、浜田敬子、たかまつなな、春名風花、尾崎秀行、林真須美の長男からのコメントが寄せられている。

## 年表
- 1983年（昭和58年）- 千葉県にて麻原彰晃と松本知子の三女として生まれる[15]。幼少期からの家庭教師は石川公一だった。11歳にして正大師となり、教団での地位は麻原に次ぐ2位となる。省庁制の際には法皇官房長官を務めた[39][16]。
- 1986年（昭和61年）
  - 1月29日 - 初めての海外旅行でインドへ行き2週間滞在。家族と石井久子らが一緒だった。長時間父と一緒にいることや石井らに遊んでもらったことで楽しい記憶となる。その後インドへは10回以上渡航する。このころまでは麻原の弟子と接点はなかったが、このしばらく後、麻原が弟子に車で送迎されるようになり、新実智光ら弟子との接点ができる。
  - 4月 - 3歳から千葉県船橋市の幼稚園へ通う。季節を問わず上裸、素足という方針の幼稚園であった。園内の自由時間には絵の教室に行き、クラブ活動ではバレエ教室で踊る。この当時はおとなしい子供であった。姉らが通っていた水泳教室にも通うようになる。
  - 4月 - 「オウムの会」が「オウム神仙の会」に改称。
  - 12月 - 麻原のヒット作となる『生死を超える』刊行。自身の解脱体験を詳細に綴り話題に[11]。
- 1987年（昭和62年）7月 - 「オウム真理教」に改称。麻原とともにエジプトへ[11]。
- 1988年（昭和63年）
  - 2月 - 麻原らとインドへ[11]。
  - 3月 - 静岡県富士宮市の富士山総本部道場建設予定地にてイベントが計画され、道場用地にしばしば家族で訪れる。生活用に改造されたバスの中で寝泊まりする。道場建設開始後も同様の生活が続く。ハイビスカスのお茶を好んで飲む[11]。
  - 5月 - 再度インドへ。
  - 6月 - 麻原がダライ・ラマのイニシエーションを受けるためインドへ。7月には麻原がチベット仏教の高僧カル・リンポチェに会い「ヴァジラヤーナ」他の密教の秘儀を伝授される[11]。
  - 8月6日 - 富士山総本部道場の開設記念式典が決行される。式典後は船橋から家族で道場へ引越すが、その後住むことになるサティアンは未完成であったため、道場1階の部屋で生活を始める。幼稚園（菅長学園）と水泳教室は辞め、加藤学園幼稚園へ転園。第1サティアンビルが竣工すると3階に家族の自宅と麻原専用の住宅の2つが造られた。麻原の瞑想室は非常に高い天井になっており、天井にはスポンジ状のものが貼られていた。これは空中浮揚で高く飛びすぎて頭を打った際の対策であると麻原に説明を受ける。また瞑想室内には子供の身長をはるかに超えるような深い浴槽が設置されたが、呼吸も心臓も停止するサマディを水中で証明するために作られたものであった。子供部屋もユニークな造りになっており、リビングに面した壁側にロフトが造られ、そこに子供らの寝床があり、それを取り囲むようにホワイトボードが貼られ、絵が描けるように工夫されていた。また、壁には小窓が設置され開けるとリビングの様子が分かった。ロフトと反対側の壁には3人分の勉強机が並べられていた。石井久子や新実智光、村井秀夫、岐部哲也、山本まゆみらに世話や相手をしてもらい、大きな兄や姉ができたようで楽しい思い出となる。この頃より、麻原を「お父さん」ではなく「尊師」と呼ぶようになる。この当時は麻原の視力はわずかに残っていた[11]。
  - 12月 - 「大乗のヨーガ」の修業の成就を認定され、アジタナータ・ウマー・パールヴァティー・アーチャリーのホーリーネームを付けられる。当時、麻原がふざけて「遊びの女神はいらっしゃいますか～」と麗華を呼ぶことがあったため、このホーリーネームの意味を「遊びの女神」と長く解していた。ウマーは「光」、パールヴァティーは「山の娘」の意味であることを手記の執筆にあたり調べて初めて知る[11]。
- 1989年（平成元年）
  - 5月 - 麻原に同行しインド訪問。
  - 8月 - オウム真理教が東京都から「宗教法人オウム真理教」の認証を得る。
  - 11月 - 麻原らとインド訪問。坂本堤弁護士一家殺害事件発生。
- 1990年（平成2年）2月18日 - 第39回衆議院議員総選挙で真理党が惨敗。この時麗華が麻原に票のすり替えがあったのではと指摘したところ、麻原も選挙結果は改竄されていると主張するようになったと麻原の判決ではされているが[40]、指摘したのは麗華ではない。
- 1994年（平成6年）6月 - 麻原の体調悪化により教団運営ができないのではとの懸念からオウム真理教に省庁制が導入され、11歳にして法皇庁長官に。この頃より麻原は「誰もグルを愛してくれない」、また麗華と2人になると「もう死のうかな」などと頻繁につぶやくようになる[11]。
- 1995年（平成7年）5月16日 - 12歳。父である松本智津夫逮捕。午前10時ころ、警察官らが家族の閉じ込められた部屋へ進入、「麻原を見つけたから靴を出せ」と怒鳴った。警察の誘導だと感じた麗華が「靴なんてないよ。お父さんいないから」と返答すると、警察官は「じゃあ、裸足のまま連れて行く」と言った。嘘ではないと察した母・松本知子がサンダルを用意し渡した。警察官3人に令状なしに泣き顔を撮られる。その後、寝るたびに記憶が消えていく現象を経験する。強制捜査前1,400人いた出家信者が事件後、500人まで減少する[11]。
- 1996年（平成8年）8月24日-10月下旬 - 教団引き締めのための観念崩壊セミナーを唯一の正大師として主催し、セミナー内容の監修・指示を行い、多くの怪我人・心身障害者を出した[41][42][43]が、自身も大きな精神的ショックを受け家出、リストカットを繰り返すようになる[11]。なお、後に麗華や麗華に同調する次女は、観念崩壊セミナーは、ある中堅幹部が主導したとの自己弁護を自著等で展開するが、そのセミナーの内容の過激さからして、正大師・皇子の階級を持つ麗華でなければ、そのような内容のセミナーは到底不可能であったと反論されている[44][45][46][46][43]。当時をよく知る脱会者の元教団の最高幹部である二宮・野田、他の元中堅幹部等が一様に、麗華が主導したことを証言している[43][42]。また、修行監督をしていた大人に責任があり麗華に責任はなく、責任があるとするひかりの輪の主張に対して「オウムを批判し、脱会した今もなお『子どもに責任があった』のだと本気で思っているのなら、その人はまだオウムの霊的ステージを信じているということです。なるほど、上祐さんというかつての『正大師』について行って『ひかりの輪』にいるのだから、オウムの霊的ステージを信じて、今もオウムの世界を生きているのでしょう」との批判もある[47]。周りの責任との反省もある[42]。
- 2000年（平成12年）2月19日 - 同年1月に茨城県旭村（当時。現・鉾田市）にあった麻原の長女の自宅に、自分の周りの男性信徒と共に、バールで自室の鍵を開けて入ったことが住居侵入とされ逮捕される（旭村事件）。これは、長女の元では長男が危険だと考え、長男を連れ去ろうとしたものである。拘束された麗華は未成年のために家裁送致となり、家裁での審判の結果、保護観察処分となる[48][49]。
- 2004年（平成16年）- 3月に合格した和光大学を入学拒否されたとして提訴[50]。
- 2006年（平成18年）- 入学拒否について東京地裁が違法と認定、和光大学に30万円の慰謝料支払を命じる[50]。その裁判で争点となった教団との関係について、関係はないと虚偽の主張をしたため、捜査当局が詐欺罪で調査したとの情報がある[49]とひかりの輪、上祐史浩は主張している。また、詐欺罪には該当しないとの見解もある[要出典]）。また、まさにアレフの運営に関与し、上祐らを幽閉していた時に、「教団に関与していない」という虚偽の主張を裁判で行ったので、その点を滝本弁護士から指摘された[50]。
- 2012年警視庁が押収した資料で教団が運営に関する指導を知子や麗華に求めていた文書が見つかった[29]。
- 2013年（平成25年）7月 - ブログを開始[14]。一時期は3時間に一度は罵倒が書き込まれる状況だった[16]。
- 2014年（平成26年）1月28日 - オウム真理教元教団幹部の死刑囚4人の間の書籍の受け渡しを仲介していたとして東京拘置所から4人との面会を禁じられていたことが明らかになった[51][52]。
- 2014年1月中旬及び2月中旬 - 麻原の次男のアレフ復帰の計画に関して、観察処分下の教団運営に次男が参加することを次女・長男と共に反対し、幹部信者多数を教団施設外に呼び出して説得し、また、次男復帰を推している母親や幹部信徒を批判する文書を次女・長女との連名で全国の幹部信徒に送付した（東京地裁平成30年(行ウ)73号事件で国から提出された乙B2-29号証〈2017年10月18日付け公安調査庁作成の調査書「『Aleph』における意見対立」〉より）。これに対する賛否をめぐって麗華に同調する幹部信徒が除名処分となったり、反対が受け入れられず教団の裏関与から離れた麗華・次女・長男の動きの影響を受けて、当時の教団の金沢支部がその支部長の山田美沙子を初め教団から独立するなど（公安調査庁に「山田らの集団」と呼ばれる）、多くの出家信者がアレフから離れる結果を招いた。
- 2014年12月 - 公安調査庁によるアレフへの観察処分更新請求において、教団幹部と認定される[30]。その後、認定の取り消しと損害賠償を求める訴訟を東京地裁に起こすが、2019年6月の判決において敗訴[31]。もっとも2014年以降、後述のアレフ教団内での対立に敗れてアレフから離れた後は、同庁からアレフ教団の幹部との認定はされていない。
- 2015年（平成27年）
  - 3月19日 - NNN系列の報道番組『NEWS ZERO』のインタビューに初めて実名で出演。
  - 3月20日 - 地下鉄サリン事件からちょうど20年目に当たるこの日に本名で手記『止まった時計 麻原彰晃の三女・アーチャリーの手記』（講談社、ISBN 978-4062194808）を上梓[53]。ニコニコ生放送に出演して田原総一朗と対談した[54]。
  - 6月21日 - オウム真理教元教団幹部の死刑囚4人との面会許可など（前述のとおり、2014年に禁じられたもの）を国に求めた訴訟を取り下げたと報じられた[55]。
- 2017年（平成29年）9月29日 - 読売新聞に対して行った1000万円の賠償請求の敗訴確定[56]。
- 2018年（平成30年）
  - 3月19日 - 日本脱カルト協会代表理事・立正大学教授の西田公昭からカルト2世信者と批判される[57]。
  - 4月10日 - 2世信者発言について西田に内容証明を送り抗議[57]。
  - 4月30日 - オウム事件被害者の弁護士滝本太郎に損害賠償300万を要求し訴訟を起こす[58]。2021年11月に東京地裁、2022年6月に東京高裁で、いずれも敗訴[59][32]。ただし、滝本弁護士の三女派等記載は真実ではなく、社会的評価を低下させるものであると認められている。
  - 春 - 四女と、四女を取材したジャーナリスト青沼陽一郎、アナウンサー安藤優子に対して損害賠償を求め訴訟を起こす[60]

- 2025年（令和7年）6月　ドキュメンタリー映画『それでも私は Though I'm His Daughter』[18]が公開。

## 関連人物
- 麻原彰晃
- 松本聡香
- 松本知子
- 石井久子
- 石川公一
- 村岡達子

## 参考サイト
- 【地下鉄サリン事件から20年】麻原彰晃の三女・アーチャリーが語る　聞き手：田原総一朗
- オウム真理教とあの時代